# 9m88
9m88（ジョウエムバーバー）は、台湾出身のミュージシャン。

## 経歴
1990年生まれ。実践大学ではファッションデザインを専攻した。25歳のときからは、ニューヨークに渡ってニュースクール大学ジャズ&コンテンポラリーミュージック科 で音楽を学んだ。

## 人物
Babaという名前でも知られており、ニューヨークを拠点としている。ジャズ・ボーカルの専攻として渡米したのち、ジャズ、R&B、ポップス、フリー・インプロヴィゼーションを含めた他ジャンルの音楽にも興味を広げている。
また、心に沁みる音楽と共に鮮明かつレトロな姿でも知られており、普段の歌詞は自身の日々の苦楽を基にして歌われている。シティ・ポップの名曲である「プラスティック・ラヴ」のカバーを含む7インチ・レコード「九頭身日奈 (Nine Head Hinano)」のリリースで広く支持者を増やした。2019年8月にはデビュー・アルバム『平庸之上 Beyond Mediocrity』を自主制作でリリース。
2021年10月には、雲門舞集とのパフォーマンスを行なった。

## 社会活動
台湾での同性婚の合法化の一周年を祝うコンピレーション・アルバム『T-POP: No Fear In Love』のトラックをチェン・イーノンなどと共にレコーディングした。

## ディスコグラフィ

### スタジオ・アルバム
| Track No. | Track Name                                      | Length |
| --------- | ----------------------------------------------- | ------ |
| 1         | Intro - She Is                                  | 0:36   |
| 2         | Beyond Mediocrity (平庸之上)                    | 3:47   |
| 3         | Airplane Mode (feat. Leo Wang) (最高品質靜悄悄) | 3:23   |
| 4         | Aim High                                        | 3:44   |
| 5         | Waste of Time (浪費時間)                        | 4:14   |
| 6         | Leftlovers (廚餘戀人)                           | 3:49   |
| 7         | Love Rain (愛情雨)                              | 3:08   |
| 8         | Nine Head Hinano (九頭身日奈)                   | 3:54   |
| 9         | Inner                                           | 1:44   |
| 10        | If I Could (如果可以)                           | 4:24   |

### シングル/コラボ・シングル
- "Weekends With You" - Leo Wang（中国語版） (feat.9m88) (2016年)
- "Air Doll" (2017年)
- "Walking Towards Me" (feat. 馬念先) (2019年)[15]
- "B.O." - ØZI（英語版） (feat. 9m88) (2018年)
- "Everybody Woohoo" - 呉青峰 (feat. 9m88) (2018年)
- "為i篩檢" (2019年)
- "Aim High" (2019年)
- "Hello Bye Bye" (2020年)
- "Strange Weather" - 9m88 & YELLOW (2020年)
- "Stay A While" - TOSHIKI HAYASHI(%C) (feat.9m88) (2020年)
- "Tell Me" (2021年)
- "This Temporary Ensemble 暫時集合" (2022年)

### 出演
- 『華燈初上 -夜を生きる女たち-（英語版）』 (2021年)

## 受賞歴
- 2018 ELLE Taiwan Elle Style Awards - ‘The Most Stylish Future Star’

## ツアー
- 2020年2月29日- 新北市[17]
- 2020年4月8日- サンタクルーズ[18]